# Henri Auriol
Pour les articles homonymes, voir Auriol.
Henri Auriol, né le 8 mai 1880 à Toulouse et mort le 16 janvier 1959 à Baziège, est un homme politique français.

## Biographie
Il est élu député Fédération républicaine de la Haute-Garonne en 1906 et siège sans interruption à la Chambre des députés pendant 30 ans.
Il quitte la Fédération républicaine au moment du virage à droite de cette formation ; il se rapproche alors de l'aile conservatrice de l'Alliance démocratique animée par André Tardieu.
Il est également conseiller général du canton de Nailloux de 1925 à 1940.